# 씨네위
씨네위 영화관은 대한민국 대전광역시 유성구 지족동에 위치했던 극장이다. 대전 도시철도 1호선 노은역 4번 출구 노은타운 7층에 총 5개관 968석으로 되어있었다.  2014년 11월 6일부로 CGV 유성노은으로 전환되었다.